# NGC 5811
NGC 5811 é uma galáxia espiral barrada (SBm) localizada na direcção da constelação de Virgo. Possui uma declinação de +01° 37' 24" e uma ascensão recta de 15 horas, 00 minutos e 27,2 segundos.
A galáxia NGC 5811 foi descoberta em 12 de Abril de 1864 por Albert Marth.